# Folketingsvalget 26. april 1920
Folketingsvalget den 26. april 1920 blev afholdt i kølvandet på påskekrisen, der blev udløst, da Christian 10. imod Folketingets flertal afskedigede Ministeriet Zahle II i håb om at udløse et folketingsvalg, der kunne give flertal for at indlemme Flensborg i Danmark.
| Partier                             | Partiformand       | Stemmer                                       | Pct. af stemmetal                             | Mandater                                      | +/-                                           |                                               |
| ----------------------------------- | ------------------ | --------------------------------------------- | --------------------------------------------- | --------------------------------------------- | --------------------------------------------- | --------------------------------------------- |
| Venstre                             | J.C. Christensen   | 350.563                                       | 34,23%                                        | 48                                            | +3                                            |                                               |
| Socialdemokratiet                   | Thorvald Stauning  | 300.345                                       | 29,32%                                        | 42                                            | +3                                            |                                               |
| Det Konservative Folkeparti         | Emil Piper         | 201.499                                       | 19,67%                                        | 28                                            | +6                                            |                                               |
| Det Radikale Venstre                | Carl Theodor Zahle | 122.160                                       | 11,93%                                        | 17                                            | -14                                           |                                               |
| Erhvervspartiet                     | Lauritz Jensen     | 29.464                                        | 2,88%                                         | 4                                             | +3                                            |                                               |
| Centrum                             | L. V. Birck        | 9.056                                         | 0,88%                                         | 0                                             | Nyt Parti                                     |                                               |
| Frie Socialdemokrater               | Emil Marott        | 7.260                                         | 0,71%                                         | 0                                             | Nyt Parti                                     |                                               |
| Danmarks Venstresocialistiske Parti | Ernst Christiansen | 3.859                                         | 0,38%                                         | 0                                             | Nyt Parti                                     |                                               |
| Valgdeltagelse                      | Valgdeltagelse     | 80,37%                                        | 80,37%                                        | 80,37%                                        | 80,37%                                        | 80,37%                                        |
| Kilde                               | Kilde              | Hvem Hvad Hvor 1934-1943 Danmarkshistorien.dk | Hvem Hvad Hvor 1934-1943 Danmarkshistorien.dk | Hvem Hvad Hvor 1934-1943 Danmarkshistorien.dk | Hvem Hvad Hvor 1934-1943 Danmarkshistorien.dk | Hvem Hvad Hvor 1934-1943 Danmarkshistorien.dk |

(+/-) – Forskellen af antal pladser i Folketinget i forhold til fordelingen ved forrige valg.